# دافاو ديل سور
دافاو ديل سور هي مقاطعة في الفلبين، تتبع Davao Region ‏، بلغ عدد سكانها 868٬690 نسمة، في 2010، عاصمتها ديغوس، تبلغ مساحتها 2٬163٫98 كيلومتر مربع، رمزها البريدي هو 8000–8010.

## الموقع
تشترك في الحدود مع:
- سولاوسي الشمالية
- مالوكو الشمالية.

## التقسيمات الإدارية
- ديغوس
- Santa Cruz, Davao del Sur [الإنجليزية]‏
- Bansalan [الإنجليزية]‏
- Matanao [الإنجليزية]‏
- Magsaysay, Davao del Sur [الإنجليزية]‏
- Hagonoy, Davao del Sur [الإنجليزية]‏
- Padada [الإنجليزية]‏
- Kiblawan [الإنجليزية]‏
- Malalag [الإنجليزية]‏
- Sulop [الإنجليزية]‏.